# Красне Озеро
Кра́сне Озеро (каз. Красное Озеро) — село у складі Аршалинського району Акмолинської області Казахстану. Входить до складу Тургенського сільського округу.
Населення — 115 осіб (2021; 107 у 2009, 232 у 1999, 242 у 1989).
Національний склад станом на 1989 рік:
- росіяни — 57 %.